# Фиджет

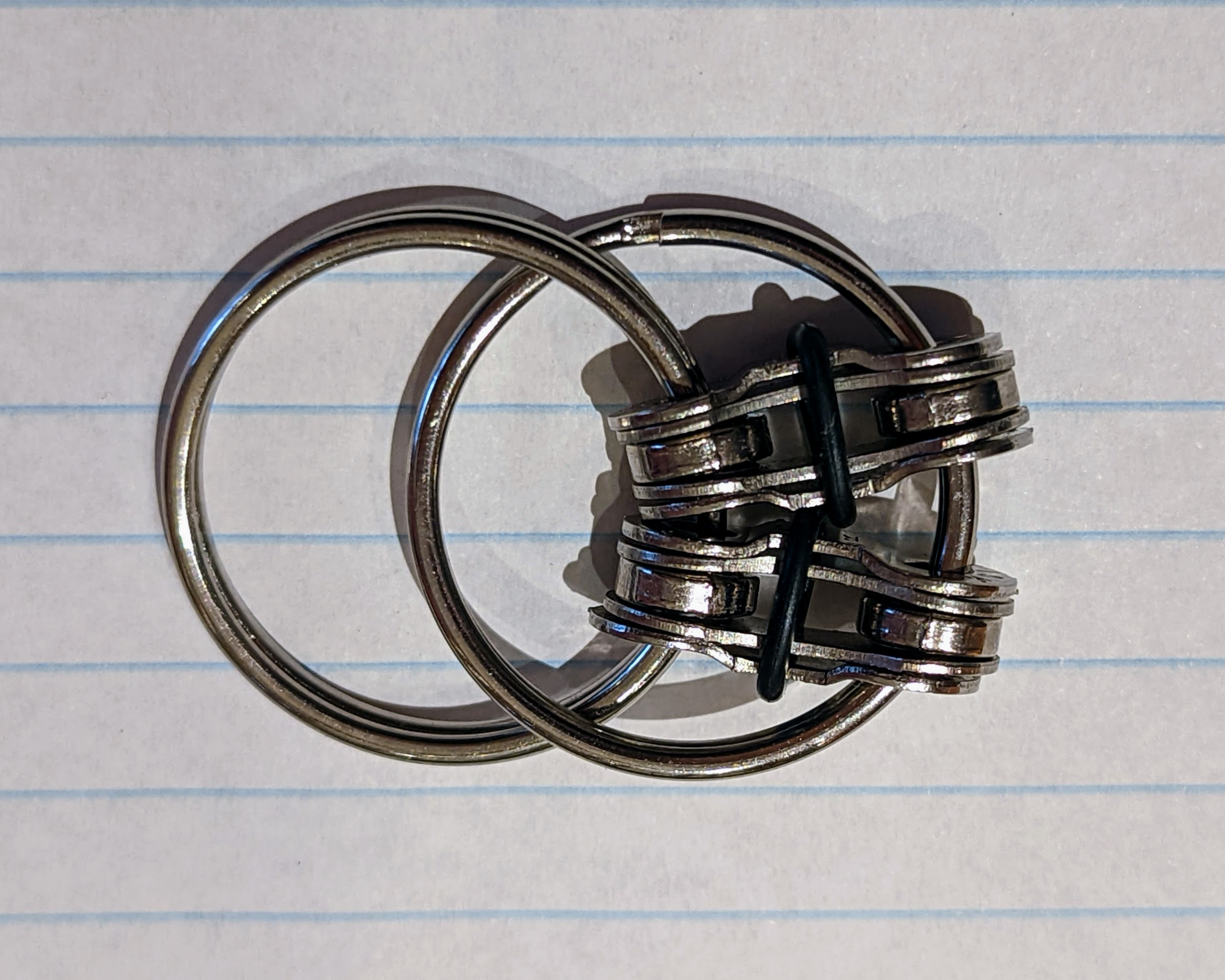
Сцепленная безделушка в качестве игрушки-фиджета.

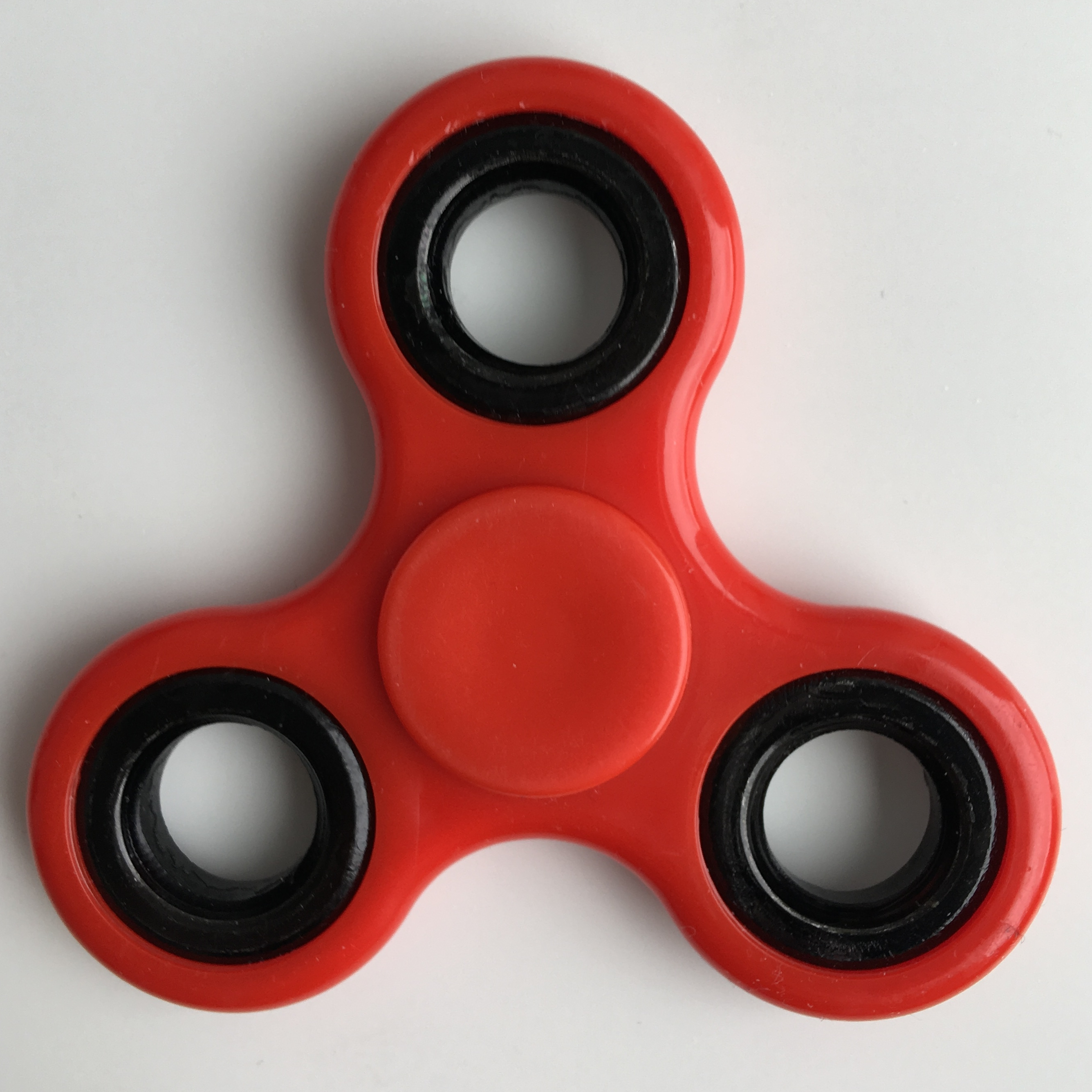
Спиннер

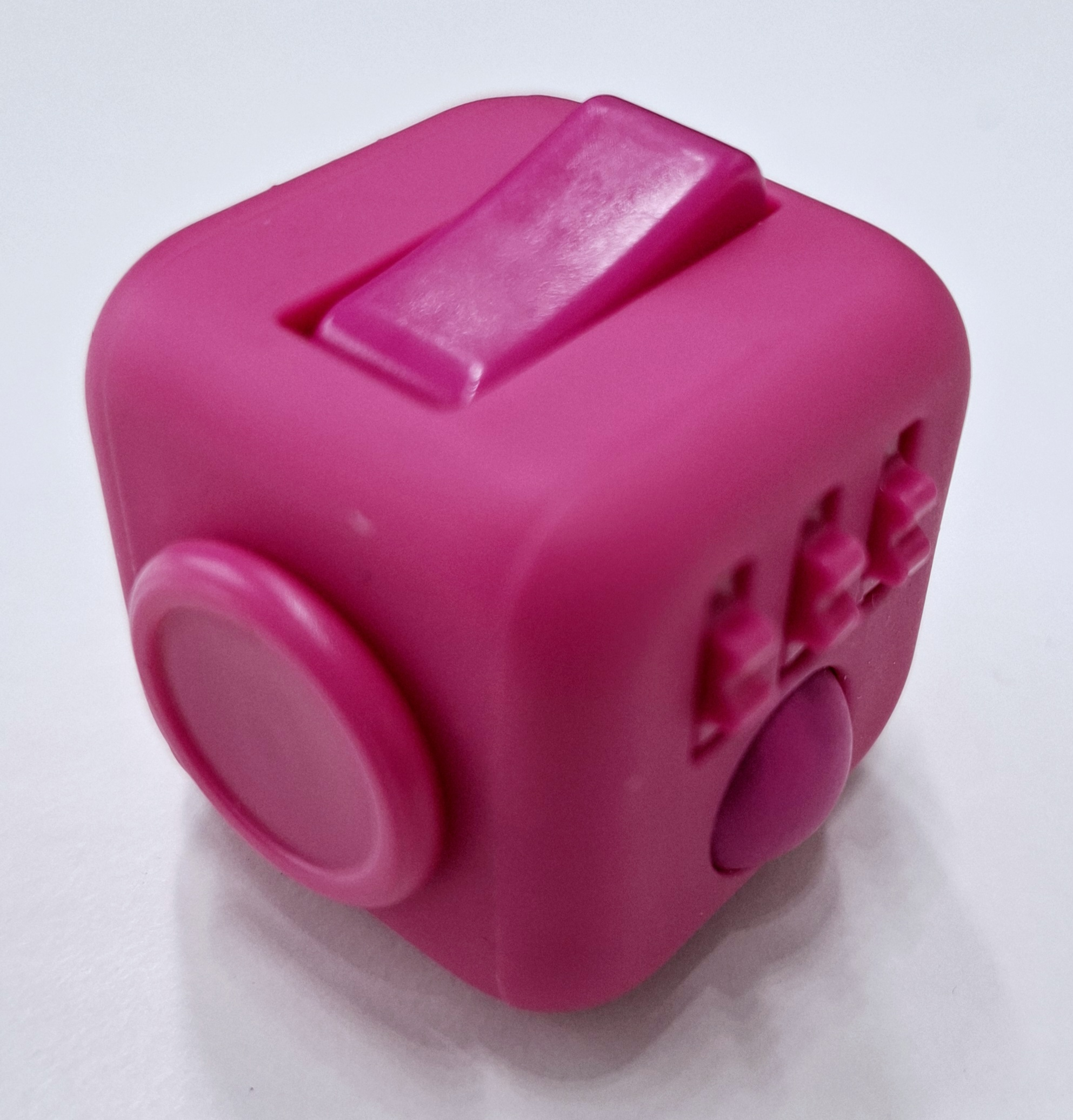
Кубик-фиджет с щелкающими, переворачивающимися и вращающимися деталями

Фиджет, игрушка-фиджет (англ. fidget, fidget toy) — это, как правило, небольшой предмет, используемый для приятной деятельности руками (теребление или стиминга). Некоторые использующие их люди считают, что эти игрушки помогают им справиться с тревогой, разочарованием, ажитацией, скукой и волнением. Их также часто используют люди с сенсорными проблемами. Игрушки-фиджеты используются как в терапевтических, так и в образовательных целях, хотя на протяжении многих лет периодически возникали споры относительно их безопасности и эффективности.
Такие игровые предметы, как четки для снижения беспокойства и китайские шарики Баодин, существуют уже давно, но их типы и популярность значительно возросли с тех пор, как в 2017 году появилась мода на спиннеры.
В начале 2020-х годов стали популярными мягкие игрушки с меняющимся настроением (часто в форме осьминогов с противоположными счастливыми и грустными лицами). Используемые аналогично фиджетам, они позволяют детям и подросткам невербально выражать эмоции и способствуют эмоциональной регуляции и сенсорному самоуспокоению, особенно с помощью таких платформ, как TikTok.

## Применение и эффективность

### Фиджеты в психотерапии
В психотерапевтическом контексте игрушки-фиджеты используются для того, чтобы помочь людям контролировать сенсорные, когнитивные и эмоциональные переживания. Стиминг (самостимуляция) — это распространенный способ для людей с аутизмом или СДВГ справляться с переизбытком сенсорной информации. Игрушки-фиджеты могут облегчить этот процесс, предлагая безопасные и эффективные средства обработки стимулов, помогая людям снизить уровень стресса и тревожности. Исследования показали, что использование игрушек-фиджетов может обеспечить сенсорную стимуляцию, которая помогает людям саморегулироваться, что приводит к повышению эмоциональной стабильности и сокращению эпизодов чрезмерной стимуляции. Согласно принципам интегрированной психотерапии, утверждающим нейроразнообразие, терапевты часто включают в сеансы игрушки-фиджеты, чтобы помочь клиентам, включая детей и взрослых с расстройствами аутистического спектра, осознанно взаимодействовать со своими чувствами. Например, терапевты могут предложить клиентам различные фиджеты и провести их через осознанное исследование связанных с их использованием ощущений, тем самым предлагают в сложные моменты осуществлять приземленную деятельность, которая способствует эмоциональной регуляции. Было обнаружено, что этот подход особенно эффективен для помощи клиентам в снижении тревожности и улучшении концентрации во время сеансов терапии, что в конечном итоге способствует развитию механизмов преодоления стресса.

### Фиджеты в образовательном процессе
В образовательных учреждениях игрушки-фиджеты часто используются в качестве инструментов, помогающих детям сохранять сосредоточенность во время уроков, особенно тем, у кого есть проблемы с вниманием. Исследования показывают, что родители детей-аутистов склонны воспринимать игрушки-фиджеты, включая спиннеры, как эффективные инструменты для снижения тревожности и улучшения концентрации внимания. Эффективность игрушек-фиджетов в образовательной среде объясняется их способностью обеспечивать сенсорную стимуляцию, которая помогает детям направлять избыточную энергию и улучшать концентрацию на задачах. Недавнее исследование показало, что родители детей-аутистов с более высокими показателями сенсорного поиска отметили значительную пользу от игрушек-фиджетов с точки зрения снижения тревожности, причём спиннеры считались более отвлекающими по сравнению с другими фиджетами. Аналогичным образом, родители нормальных (не страдающих аутизмом) детей с высокими показателями сенсорного поиска считали, что игрушки-фиджеты, в том числе спиннеры, помогают их детям концентрироваться.
Результаты этих исследований показывают, что педагогам следует учитывать точку зрения родителей при формировании политики в отношении фиджетов в классе. В некоторых школах эти игрушки запрещены из-за опасений, что они будут отвлекать внимание, однако существуют доказательства их положительного влияния на детей с особыми сенсорными потребностями, особенно в плане повышения концентрации внимания и снижения тревожности. Использование игрушек-фиджетов действительно помогает учащимся, которым трудно усидеть на месте или удерживать внимание, фиджеты дают им контролируемый выход для двигательной активности, тем самым улучшая их способность участвовать в занятиях в классе. Следовательно, политика, включающая индивидуальный подход, может быть более эффективной для балансирования потребностей всех учащихся, гарантируя, что те, кому игрушки-фиджеты приносят пользу, имеют к ним доступ, при этом минимизируя потенциальные отвлекающие факторы для остальных.

### Другие применения
Хотя игрушки-фиджеты чаще всего используются в учебных классах, у них есть и множество других применений. Их можно использовать в качестве игрушек для простого развлечения, чтобы сделать неприятные события менее угнетающими, а также использовать как способ наладить коммуникацию детей-аутистов с другими детьми или даже побудить их выполнять повседневные задачи. Многие родители индивидуализируют использование спиннеров и других фиджетов в соответствии с конкретными потребностями своих детей.

## Противоречия и ограничения
С ростом популярности игрушек-фиджетов возникли некоторые противоречия. Одной из тревожных тенденций были сообщения о травмах у детей, связанных с фиджетами, в основном это ситуации, когда дети проглатывали игрушки или даже засовывали их себе в глаза:
- 9-летняя девочка, которая пострадала от умеренной эрозии эпителия роговицы глаза после того, как в неё вставили круглую хлопающую игрушку-фиджет[6];
- 7-летняя девочка, которая пострадала от перфорации глазного яблока с односторонней потерей зрения, вызванной неконтролируемым вращением спиннера[7];
- ребёнок, который пострадал от стрессовой травмы из-за непрерывной игры со спиннером в течение 8 часов[4].

Также были высказаны серьёзные беспокойства по поводу потенциальной опасности удушения игрушками-фиджетами с подвижными частями или маленькими шарикоподшипниками из-за их маркетингового позиционирования как детских.
Некоторые специалисты также подвергают сомнению эффективность игрушек-фиджетов как в терапевтических, так и в образовательных целях. Исследования, изучающие эффективность игрушек-фиджетов, дали неоднозначные результаты. Исследование 2022 года, проведенное среди учеников третьего класса с проблемами внимания, ставит под сомнение эффективность игрушек-фиджетов — оно показало, что кубики-фиджеты не улучшают способность учеников самостоятельно выполнять работу. Исследование 2023 года показало, что ёрзание и рисование в целом не улучшают концентрацию внимания студентов колледжей или их способность запоминать скучную информацию, другое исследование 2023 года показало, что надувные ленты и спиннеры-фиджеты не помогают улучшить внимание в академической обстановке даже у детей, у которых наблюдаются более серьёзные проблемы с невнимательностью.
Помимо проблем с безопасностью и эффективностью, игрушки-фиджеты могут отвлекать внимание в среде школьников. Фактически, вскоре после того, как спиннеры стали пользоваться бешеной популярностью в 2017 году, их запретили в 32 % из двухсот крупнейших средних школ США (и государственных, и частных) из-за проблем с эффективностью, безопасностью и отвлекающими факторами. Учителя являются одними из самых ярых критиков, ссылаясь на зависть между учениками, использование игрушек-фиджетов для развлечения, а не для концентрации внимания, и даже на визуальные или шумовые отвлечения при использовании некоторых игрушек-фиджетов как на часть основных проблем с ними.